# Reserva Ecológica Arenillas
Die Reserva Ecológica Arenillas befindet sich in Südwest-Ecuador. Das 131,7 km² große Schutzgebiet wurde am 16. Mai 2001 eingerichtet. Das Areal diente zumindest in der Vergangenheit als ein militärisches Übungsgelände. Das Schutzgebiet wurde außerdem von BirdLife International als Important Bird Area („wichtiges Vogelareal“) klassifiziert.

## Lage
Die Reserva Ecológica Arenillas liegt in der Provinz El Oro zwischen den Städten Arenillas und Huaquillas. Die Fernstraße E50, welche die beiden Städte verbindet, durchquert das Schutzgebiet. Dieses reicht im Südwesten bis an die peruanische Grenze sowie im Norden bis an den Küstenbereich des Pazifischen Ozeans heran. Das Gelände im Schutzgebiet erreicht eine maximale Höhe von 300 m.

## Ökologie
In dem Areal wachsen hauptsächlich Xerophyten. Es kommen tropische Trockenwälder, trockene Gebüschvegetation (Matorral) sowie Mangrovenwälder vor. Zur Fauna im Reservat gehören der Sechurafuchs, der Nördliche Tamandua, das Neunbinden-Gürteltier, Robinsons Zwergbeutelratte, Proechimys decumanus aus der Gattung der Kurzstachelratten, der Jaguarundi, die Tayra, das Große Hasenmaul, der Gemeine Vampyr, der Krabbenwaschbär und das Guayaquil-Hörnchen. Ferner kommt im Schutzgebiet Ceratophrys stolzmanni aus der Gattung der Hornfrösche vor. Zur Vogelwelt in dem Areal gehören 153 Vogelarten, darunter sind etwa 35 Prozent endemisch. Eine Auswahl der Vogelarten: der Feuerflügelsittich, die Schieferbekarde (Pachyramphus spodiurus) und der Schwarzgesicht-Dickichtschlüpfer (Synallaxis tithys). Zur Flora in dem Reservat gehören Tabebuia chrysantha, Ziziphus thysiflora, Albizia guachapele aus der Gattung Albizia sowie der Kapok-Baum Ceiba trichistandra.